# Site d'émission de Digosville
Le site d'émission de Digosville, dans la Manche, en Normandie, est constitué d'installations servant à la diffusion de la télévision, de la radio publique en FM, d'ondes de téléphonie mobile, du haut débit et du WiMAX. Les émetteurs se trouvent à Digosville, commune située à 8 km environ à l'est de Cherbourg-Octeville.

## Constitution
Le site de Digosville est constitué :
- D'un pylône haubané de TDF haut de 138 mètres. Il diffuse 5 radios publiques, les ondes mobiles pour Free et les autres transmissions.
- D'un pylône autostable de 118 mètres de haut appartenant à Towercast diffusant tous les multiplex pour la TNT.

## Télévision

### Diffusion analogique
Les chaînes ci-dessous ont arrêté leur diffusion en analogique le 18 novembre 2009.
| Chaîne            | Canal et polarisation | Puissance (PAR) |
| ----------------- | --------------------- | --------------- |
| TF1               | 65H                   | 48 kW           |
| France 2          | 59H                   | 48 kW           |
| France 3 Cotentin | 62H                   | 48 kW           |
| Canal+            | 6H                    | 8 kW            |
| France 5 / Arte   | 35H                   | 13 kW           |
| M6                | 37H                   | 13 kW           |

### Diffusion numérique
Tous les multiplex sont émis depuis le pylône Towercast.
| Multiplex | LCN              | Chaînes                                                          | Canal et polarisation | Puissance (PAR) |
| --------- | ---------------- | ---------------------------------------------------------------- | --------------------- | --------------- |
| R1        | 2 3 14 27        | France 2 France 3 Cotentin France 4 France Info                  | 31H                   | 14 kW           |
| R2        | 8 15 16 17 18    | C8 BFM TV CNews CStar Gulli                                      | 42H                   | 15 kW           |
| R3        | 4 26 41 42 43 45 | Canal+ LCI Paris Première Canal+ Sport Canal+ Cinéma(s) Planète+ | 30H                   | 14 kW           |
| R4        | 5 6 7 9 22       | France 5 M6 Arte W9 6ter                                         | 39H                   | 15 kW           |
| R6        | 1 10 11 12 13    | TF1 TMC TFX NRJ 12 LCP                                           | 37H                   | 15 kW           |
| R7        | 20 21 23 24 25   | TF1 Séries Films L'Équipe RMC Story RMC Découverte Chérie 25     | 45H                   | 15 kW           |

## Radio FM
Le pylône TDF abrite 5 émetteurs FM pour les radios publiques. Parmi elles, la station locale publique du Cotentin.
| Fréquence | Radio                | Puissance | RDS (PS) |
| --------- | -------------------- | --------- | -------- |
| 89.2      | France Culture       | 800 W     | _CULTURE |
| 92.3      | France Musique       | 800 W     | MUSIQUE_ |
| 94.1      | France Inter         | 800 W     | __INTER_ |
| 100.7     | France Bleu Cotentin | 4 kW      | BLEU.COT |
| 105.6     | France Info          | 2 kW      | __INFO__ |

## Téléphonie mobileet autres transmissions
Le pylône TDF contient les relais pour les ondes 3G et 4G de Free.
- Bouygues Télécom : faisceau hertzien
- Direction des routes : faisceau hertzien / PMR
- IFW (opérateur WiMAX) : BLR de 3 GHz
- Manche Haut Débit : faisceau hertzien
- TDF : faisceau hertzien[1]

## Photos
- Sur tvignaud (consulté le 2 mai 2017).
- Sur annuaireradio.fr (consulté le 2 mai 2017).